# 林之正
林之正（？—？），浙江台州府黃巖縣人，清朝政治人物。

## 生平
雍正十一年（1733年）癸丑科進士，乾隆九年（1744年）任四川順慶府岳池縣知縣。